# Anita Pádár
Anita Pádár (* 30. März 1979 in Karcag) ist eine ehemalige ungarische Fußballspielerin. Sie ist Rekordnationalspielerin und Rekordtorschützin ihres Landes.

## Karriere
Pádár wurde 1995, kurz nach ihrem 16. Geburtstag erstmals in die Ungarische Fußballnationalmannschaft der Frauen berufen. Am 6. März 2013 bestritt sie beim Algarve-Cup 2013 im Spiel gegen Mexiko ihr 100. Länderspiel. Am 11. März 2013 überbot sie mit ihrem 102. Spiel den ungarischen Rekord von József Bozsik, der zwischen 1947 und 1962 101 Spiele für Ungarn bestritten hat. Sie bestritt 126 A-Länderspiele, in denen sie 43 Tore erzielte.

## Erfolge / Auszeichnung
- Ungarischer Meister 1995, 1998, 1999, 2000, 2002, 2003, 2006, 2007, 2008, 2012, 2013
- Torschützenkönigin 1999, 2000, 2001, 2002, 2003, 2004, 2005, 2006, 2007, 2008, 2009, 2010, 2011, 2012, 2013
- Ungarischer Pokal-Sieger 1998, 1999, 2000, 2001, 2013
- Ungarns Fußballerin des Jahres 1999, 2011